# 1619 en littérature
| Années de la littérature : 1616 - 1617 - 1618 - 1619 - 1620 - 1621 - 1622    |
| Décennies de la littérature : 1580 - 1590 - 1600 - 1610 - 1620 - 1630 - 1640 |

Cet article présente les faits marquants de l'année 1619 en littérature.

## Évènements
- 24 octobre : Jakob Böhme achève la rédaction de De tribus principiis ou Beschreibung der drei Prinzipien göttlichen Wesens (« Des trois principes de l’essence divine »)[1].
- 10 novembre : René Descartes, alors à Neubourg, fait trois rêves successifs qui lui donnent l'inspiration de sa philosophie et de sa géométrie analytique[2].

## Parutions
- De Eloquentiæ sacræ et humanæ parallela (« Les Parallèles de l’Éloquence sacrée et profane »), traité de rhétorique de Nicolas Caussin, publié à Paris chez Sébastien Chappelet[3].

- Histoire du Concile de Trente, de Fra Paolo Sarpi, publié à Londres sous le nom de Pietro Soave Polano[4].

- Exil de Polexandre et d'Ériclée, première version du roman de Marin Le Roy de Gomberville Polexandre, suivie de trois autres en 1629, 1632 et 1637[5].
- 1619-1620 :  Jean Chapelain traduit en français roman de Mateo Alemán Guzmán de Alfarache publié en deux tomes Le Gueux ou la Vie de Guzman d'Alfarache (publié chez Pierre Billaine à Paris en 1619) et Le Voleur ou la Vie de Guzman d'Alfarache  (publié chez Toussaint du Bray à Paris en 1620)[6].
- La grammaire slavonne de Mélétius Smotritski (de) est imprimée près de Vilna[7].

## Naissances
- 6 mars : Savinien de Cyrano de Bergerac, bretteur, poète et libre-penseur français. († 28 juillet 1655).
- 7 novembre : Gédéon Tallemant des Réaux, écrivain français († 6 novembre 1692)
- 18 décembre : Antoine Furetière, lexicographe académicien français (fauteuil 31). († 14 mai 1688).

## Décès
- 12 février : Pierre de Larivey, écrivain, traducteur et dramaturge français (° 1541).
- 19 mars : François d'Amboise, juriste et écrivain français  (° 1550).
- 14 octobre : Samuel Daniel, poète et historien anglais. (° 1562).